# Gryllus amarensis
Gryllus amarensis är en insektsart som först beskrevs av Lucien Chopard 1921.  Gryllus amarensis ingår i släktet Gryllus och familjen syrsor. Inga underarter finns listade i Catalogue of Life.